# Шенк, Эрнст Гюнтер
Эрнст Гю́нтер Шенк (нем. Ernst Günther Schenck; 3 августа 1904, Марбург — 21 декабря 1998, Ахен) — немецкий врач и руководящий сотрудник центрального медицинского аппарата СС (оберштурмбаннфюрер, возможно штандартенфюрер). Находясь в последние дни войны в фюрербункере, один из последних видел Адольфа Гитлера живым.

## Биография
После получения медицинского образования с 1930 года работал врачом-ассистентом в гейдельбергской клинике Лудольфа Креля. В 1931—1934 годах являлся старшим научным сотрудником института медицинских исследований Общества кайзера Вильгельма.
В 1933 году вступил в ряды СА, в 1937 в НСДАП. Являлся членом различных нацистских организаций, таких как Национал-социалистический союз врачей, Национал-социалистический союз немецких доцентов, Германский трудовой фронт, Национал-социалистическая народная благотворительность и Имперский союз противовоздушной обороны. В 1937 году был референтом в главном управлении здравоохранения НСДАП. В 1939 вступил в СС.
Во время Второй мировой войны работал в институте питания и траволечения в концлагере Дахау, где создал большую плантацию лекарственных растений и изобрел витаминные добавки для войск СС. В 1940 году был назначен инспектором по контролю питания для войск СС. В 1941 году стал также главным врачом терапевтического отделения больницы в мюнхенском районе Швабинг, в 1942 получил должность экстраординарного профессора. В 1943 году участвовал в создании искусственных заменителей жиров и белков для солдат фронтовых частей СС. Перед принятием заменителей в рацион солдат эти заменители были проверены на 370 заключённых из концлагеря Маутхаузен; некоторые из заключённых погибли.
В 1944 году он был назначен инспектором по контролю питания вермахта и получил чин полковника медицинской службы.
В апреле 1945 года оказывал помощь раненым в госпитале, организованном на территории бывшей рейхсканцелярии, выполняя обязанности хирурга. Во время операций Шенку ассистировал доктор Вернер Хаазе. У Вернера было больше врачебного опыта, но он был ослаблен из-за туберкулеза, в результате чего его помощь зачастую заключалась в том, что он лёжа давал устные указания Шенку. Вечером 1 мая 1945 года Шенк покинул фюрербункер в составе группы бригадефюрера СС Монке.
Был захвачен в плен советскими войсками в подвале на Шёнхаузер-аллее (район Веддинг) в Берлине в 10:30 утра, 2 мая 1945 года. Известно, что незадолго до этого он пытался отговорить от самоубийства Вальтера Хевеля, находившегося там же.
В 1955 году был освобождён, после чего вернулся в Западную Германию. Работал в фармацевтической промышленности.
В 1963 году был осуждён за проведение экспериментов над людьми, однако суд в Западной Германии признал его виновным лишь частично, освободив от тюремного срока и лишь пожизненно лишив прав заниматься любой медицинской деятельностью.
После этого Шенк зарабатывал написанием научных трудов и мемуаров.

## Присвоение воинских званий
- Унтерштурмфюрер СС (20 апреля 1940)
- Штурмбанфюрер СС (30 января 1942)
- Оберштурмбаннфюрер резерва войск СС (9 ноября 1944)
- Штандартенфюрер резерва войск СС (20 апреля 1945) (официально не подтверждено)